# Nordkalottleden

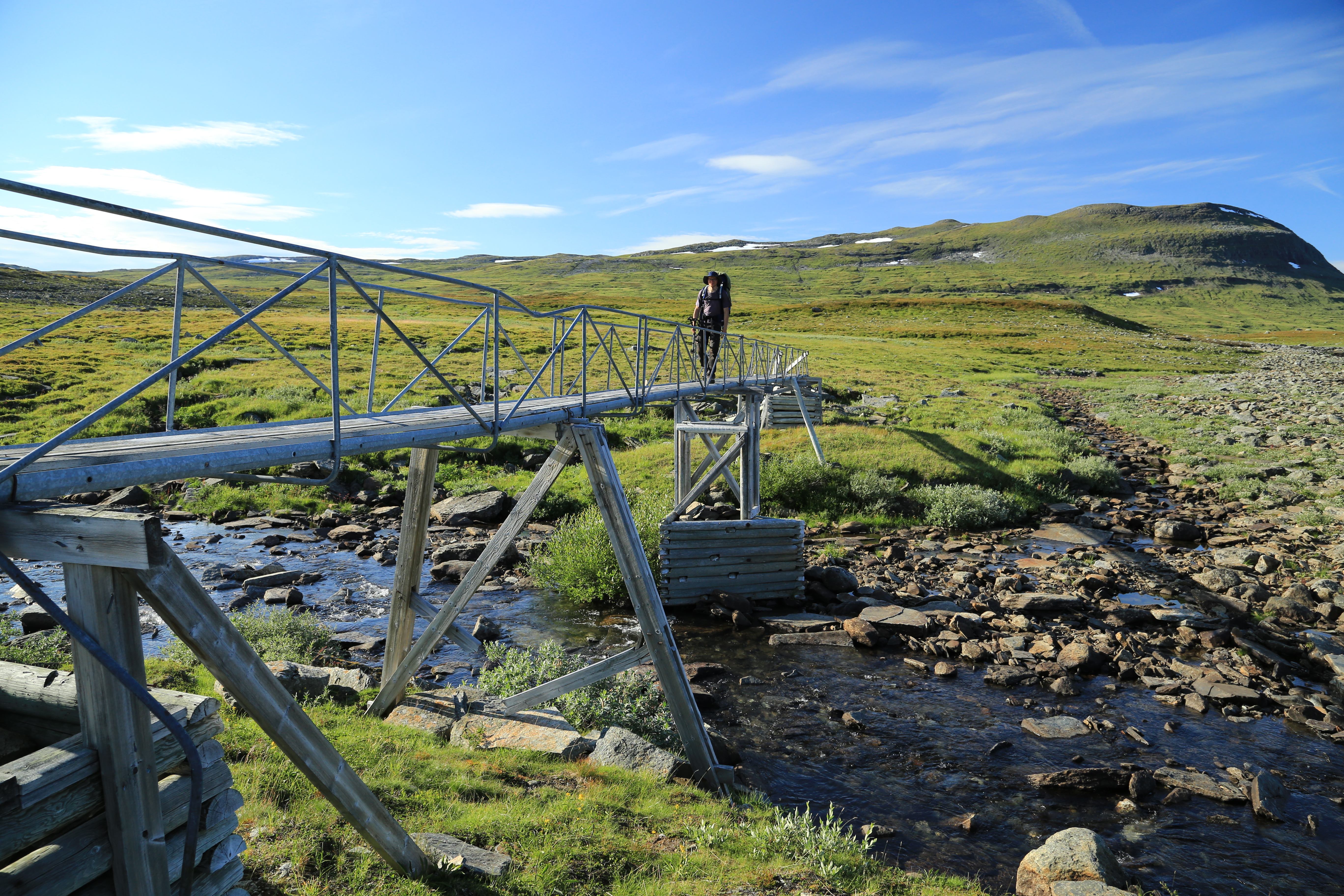
De Nordkalottleden

De Nordkalottleden (Zweeds), Nordkalottruta (Noors) of Kalottireitti (Fins) is een langeafstandswandelroute met een lengte van 800 kilometer in de noordelijkste delen van Finland, Zweden en Noorwegen. Van de 800 kilometer ligt 380 km in Noorwegen, 350 km in Zweden en 70 km in Finland. De route begint en eindigt in Kvikkjokk, Sulitjelma of Kautokeino. Verschillende gedeelten van de route vallen samen met andere wandelwegen, zoals Kungsleden en Padjelantaleden.
De route wordt aangegeven met stenen of bordjes. Langs de route zijn verschillende berghutten te vinden, maar op een te grote afstand van elkaar om de route in te delen in dagetappes. Plaatsen of bezienswaardigheden langs de route zijn:  Kautokeino, Pitsusköngäs, Kilpisjärvi, Treriksröset, Pältsan, Abisko, Nikkaluokta, Ritsem, Sulitjelma en Kvikkjokk. Nationale parken die worden doorsneden zijn Øvre Dividal, Reisa, Abisko en Padjelanta.